# Pomietów
Pomietów (deutsch Pumptow) ist ein Dorf der Gmina Dolice (Gemeinde Dölitz) im Powiat Stargardzki (Stargarder Kreis) der polnischen Woiwodschaft Westpommern.

## Geographische Lage
Pomietów liegt in Hinterpommern, etwa vier Kilometer südwestlich des Dorfs Dolice (Dölitz), 22 Kilometer südöstlich der Stadt Stargard, 49 Kilometer südöstlich von Szczecin (Stettin) und 54 km östlich der heutigen deutsch-polnischen Grenze.

## Geschichte
Aus vorgeschichtlicher Zeit stammten die Großsteingräber bei Pumptow, mehrere megalithische Grabanlagen der Trichterbecherkultur (im 19. Jahrhundert zerstört).
Pumptow war gegliedert in ein Kirchdorf als Filial von Fürstensee und ein Rittergut mit den beiden Vorwerken Jägerthal (1819 angelegt) und Burghagen (1831 angelegt).
Das Rittergut wurde in einem Lehnbrief im Jahre 1477 urkundlich genannt. Anteilseigner waren die Adelsgeschlechter von Bröcker und die von Güntersberg. 1590 gehörte das Gut im Dorf Wilhelm von Kleist. Später wurden auch die von Schöning als Gutsherren genannt. Wilhelm IV. von Schöning († 1675) verkaufte seinen Anteil 1671 an Philipp von Güntersberg. 1704 erwarb Hans Christoph von Blankensee den Kleistschen Anteil. 1706 werden zudem auch die von Schack als Besitzer genannt. Um die Mitte des 18. Jahrhunderts waren die von Papstein Eigentümer. Achatz Christoph Hartwig von Burghagen kaufte 1785 das Gut und löste auch vorhandene Rechte von Georg Wilhelm von Güntersberg († 1799) daran ab. Dessen Sohn Heinrich von Burghagen legte 1831 südöstlich von Pumptow ein neues Vorwerk an, das nach seinem Familiennamen den Ortsnamen Burghagen erhielt. Da er keine Kinder hinterließ, setzte er 1826 in seinem Testament seinen Neffen Heinrich August von Wedell als Erben ein. Dieser erhielt nach dem Erbfall 1832 die Erlaubnis, sich nach dem Besitz von Wedell-Burghagen zu nennen und besaß das Gut wenigstens bis 1862.
1862 lebten 62 Einwohner in Pumptow, das bis ins Jahr 1945 als eigenständige Gemeinde im Kreis Pyritz lag, kam dann, wie ganz Hinterpommern, an Polen und erhielt den polnischen Ortsnamen „Pomietów“. 2008 lebte in Pomietów 139 Einwohner.